# Culex laureli
Culex laureli är en tvåvingeart som beskrevs av Francisco E. Baisas 1935. Culex laureli ingår i släktet Culex och familjen stickmyggor.
Artens utbredningsområde är Filippinerna. Inga underarter finns listade i Catalogue of Life.